# Форест-Лейк Тауншип (округ Сасквегенна, Пенсільванія0
Форест-Лейк Тауншип (англ. Forest Lake Township) — селище (англ. township) в США, в окрузі Сасквегенна штату Пенсільванія. Населення — 1114 особи (2020).

## Демографія
Згідно з переписом 2010 року, у селищі мешкали 1193 особи в 474 домогосподарствах у складі 355 родин. Було 634 помешкання
Расовий склад населення:
| - 98,7 % — білих - 0,3 % — азіатів |

До двох чи більше рас належало 0,8 %. Частка іспаномовних становила 0,8 % від усіх жителів.
За віковим діапазоном населення розподілялося таким чином: 21,1 % — особи молодші 18 років, 62,3 % — особи у віці 18—64 років, 16,6 % — особи у віці 65 років та старші. Медіана віку мешканця становила 45,2 року. На 100 осіб жіночої статі у селищі припадало 105,0 чоловіків;  на 100 жінок у віці від 18 років та старших — 104,6 чоловіків також старших 18 років.
Середній дохід на одне домашнє господарство  становив 64 564 долари США (медіана — 53 516), а середній дохід на одну сім'ю — 77 335 доларів (медіана — 61 923). Медіана доходів становила 52 019 доларів для чоловіків та 32 500 доларів для жінок. За межею бідності перебувало 7,7 % осіб, у тому числі 11,7 % дітей у віці до 18 років та 4,4 % осіб у віці 65 років та старших.
Цивільне працевлаштоване населення становило 566 осіб. Основні галузі зайнятості: освіта, охорона здоров'я та соціальна допомога — 21,2 %, виробництво — 17,0 %, будівництво — 13,4 %, роздрібна торгівля — 10,1 %.